# Setge de Palau-Saverdera
El setge de Palau-Saverdera fou una operació militar que tingué lloc a l'abril de 1464, en el marc de la Guerra Civil Catalana.

## Antecedents
Descartada l'amenaça castellana en aplicació de la Sentència arbitral de Baiona, Joan el Sense Fe va desplegar una ofensiva per ocupar la part oriental de Catalunya. Així el febrer de 1464 Joan el Sense Fe va posar setge a Cervera, i el març va dirigir personalment al març el setge de Lleida al costat del seu fill Alfons VI de Ribagorça, Bernat Hug de Rocabertí i Rodrigo de Rebolledo amb aconseguit diners i soldats de les ciutats de Saragossa i València.
Amb l'arribada al poder en el bàndol rebel del conestable Pere de Portugal aquest decidí concentrar l'esforç bèl·lic a les terres de ponent, però volia controlar el nord per tal d'aïllar Girona, i va enviar Pere Joan Ferrer amb cartes a diversos nobles empordanesos per tal que es retessin a l'obediència del nou rei. Entre aquests hi havia el castlà de Palau-saverdera, Ivany de Castre, que tenia aquesta possessió en nom de l'almirall reialista Joan III de Vilamarí, que estava casat amb una germana d'Ivany, de nom Elionor. El castell de Palau Saverdera era una posició estratègica entre Castelló d'Empúries i el monestir de Sant Pere de Rodes.

## Desenvolupament de la batalla
Davant la negativa d'aquest a retre el castell, el Conestable va enviar els seus homes del nord per tal de retre el castell, eren el vescomte Jofre VII de Rocabertí i el capità portuguès Joan de Silva. Aquests van posar setge al castell el gener de 1464, amb la curiositat que el vescomte de Rocabertí estava casat amb una germana d'Ivany i Elionor, anomenada Joana. Però no van poder rendir el castell perquè des de Girona s'hi va enviar una expedició comandada per l'indomable Pere de Rocabertí i d'Erill i Jofre de Rocabertí el Vell, un cosí i un oncle del vescomte, respectivament. Per si l'embolic fos poc, Pere de Rocabertí estava completament enemistat amb els Castre, cosa que mostra les problemàtiques d'enemistats i aliances que hi havia en aquesta guerra. El setge culminà a l'1 de febrer de 1466 amb la rendició dels seus defensors sent nomenat el cavaller Miquel de Paneda capità del castell. La lluita va ser dura, ja que Jofre de Rocabertí el Vell va morir en aquesta acció. I les tropes del vescomte de Rocabertí no van poder mantenir el castell, sobretot a causa de l'arribada dels reforços del seu cosí. Es va aixecar el setge i el castell de Palau-Saverdera va quedar en mans reialistes fins al final de la guerra.

## Conclusió i conseqüències
La pèrdua de Lleida va obligar Pere a abandonar la seva forma autoritària de poder, amb mesures com l'expulsió de Barcelona de les famílies de reialistes com Arnaldo Scarit, Joan Francesc Boscà, Galcerán Dusay i Ramón Marquet i restablir a l'agost el Consell del Principat, el principal organisme revolucionari, que havia dissolt cinc mesos abans. Joan de Beaumont es va anar distanciant progressivament de Pere de Portugal i amb el tractat de Pamplona del 9 de juny de 1464 entre Joan II i Enric IV de Castella que suposava la pacificació de Navarra i la retirada definitiva del suport del rei castellà als rebels catalans, canvià de bàndol i posà Vilafranca del Penedès en mans reialistes el 25 d'agost. La notícia va causar una enorme commoció al bàndol rebel